# Fiul Lui Dumnezeu (film)
Fiul Lui Dumnezeu (titlu original: Son of God) este un film american din 2014 regizat de Christopher Spencer. Rolurile principale au fost interpretate de actorii Diogo Morgado și Roma Downey. A avut premiera în Statele Unite  la 28 februarie 2014. Filmul spune povestea biblică a lui Isus Hristos, interpretat de Morgado. Este o adaptare a miniserialului TV  Biblia

## Prezentare
Ioan, ultimul supraviețuitor dintre primii ucenici, spune povestea lui Isus Hristos de la Naștere până la Răstignire, Înviere șí Înălțare.
Íisus, în drum spre Golgota, cade și Își sărută Crucea, când Se ridică. 

## Distribuție
- Diogo Morgado ca Isus din Nazaret
- Darwin Shaw ca Sfântul Petru (Simon Petru)
- Sebastian Knapp ca Sfântul Ioan
- Amber Rose Revah ca Maria Magdalena
- Roma Downey ca Maica Domnului Maria
- Leila Mimmack ca Fecioara Maria
- Joe Coen ca Iosif din Nazaret
- Said Bey ca Sfântul Matei
- Matthew Gravelle ca Sfântul Toma
- Paul Marc Davis ca Simon fariseul
- Joe Wredden ca Iuda Iscarioteanul
- Louise Delamere - Claudia, soția lui Pilat din Pont
- Simon Kunz ca Nicodim
- Adrian Schiller - Caiafa
- Anas Cherin ca Lazăr din Betania
- Fraser Ayres ca Barabba
- Greg Hicks ca Pilat din Pont
- Rick Bacon ca Irod Antipa
- Sanaa Mouziane ca Marta din Betania

## Producție
Cheltuielile de producție s-au ridicat la 22 de milioane $.